# António Guterres
António Manuel de Oliveira Guterres (Lisbona, 30 aprile 1949) è un politico e diplomatico portoghese, alto ufficiale delle Nazioni Unite, organismo del quale è segretario generale dal 2017.

## Biografia
È stato membro del Partito socialista portoghese e est-timorese e presidente dell'Internazionale socialista. È stato Primo ministro del Portogallo dal 1995 al 2002 e presidente del Consiglio europeo nel 2000. Dal 2005 al 2015 è stato Alto Commissario delle Nazioni Unite per i rifugiati.
Nell'ottobre 2016 viene eletto dall'Assemblea generale alla carica di segretario generale dal 1º gennaio 2017, succedendo a Ban Ki-moon, scelta confermata dal Consiglio di sicurezza. Nel giugno 2021 viene confermato per un secondo mandato, la cui scadenza è prevista per il 31 dicembre 2026.

### Vita privata
Il 1º gennaio 1972 si è sposato a Lisbona con Luísa Amélia Guimarães e Melo, nata nel 1946. La coppia ha avuto due figli: Pedro nel 1977 e Mariana nel 1985. Sua moglie è deceduta a causa di un cancro il 28 settembre 1998 a Londra.
Si è risposato tre anni dopo, il 9 aprile 2001, con Catarina de Almeida Vaz Pinto, vice sindaco di Lisbona, nonché responsabile della cultura e delle relazioni internazionali.
Di religione cattolica, oltre al portoghese, parla correntemente inglese, francese e spagnolo.